# Tom Edwards
Thomas Adam Edwards, detto Tom (Stafford, 22 gennaio 1999), è un calciatore inglese, difensore del Salford City.

## Caratteristiche tecniche
È un terzino destro.

## Carriera

### Club
Cresciuto nelle giovanili dello Stoke City, ha esordito il 14 dicembre 2017 in un match perso 7-2 contro il Manchester City.

### Nazionale
Tra il 2018 ed il 2019 ha giocato complessivamente 3 partite con la nazionale inglese Under-20.

## Statistiche

### Presenze e reti nei club
Statistiche aggiornate all'8 marzo 2021.
| Stagione            | Squadra           | Campionato        | Campionato | Campionato | Coppe nazionali | Coppe nazionali | Coppe nazionali | Coppe continentali | Coppe continentali | Coppe continentali | Altre coppe | Altre coppe | Altre coppe | Totale | Totale | Totale |
| Stagione            | Squadra           | Comp              | Pres       | Reti       | Comp            | Pres            | Reti            | Comp               | Pres               | Reti               | Comp        | Pres        | Reti        | Pres   | Reti   |        |
| ------------------- | ----------------- | ----------------- | ---------- | ---------- | --------------- | --------------- | --------------- | ------------------ | ------------------ | ------------------ | ----------- | ----------- | ----------- | ------ | ------ | ------ |
| 2017-2018           | Stoke City        | PL                | 6          | 0          | FACup+CdL       | 1+0             | 0               |                    | -                  | -                  |             | -           | -           | 7      | 0      |        |
| 2018-2019           | Stoke City        | FLC               | 27         | 1          | FACup+CdL       | 1+1             | 0               |                    | -                  | -                  |             | -           | -           | 29     | 1      |        |
| 2019-2020           | Stoke City        | FLC               | 13         | 0          | FACup+CdL       | 1+1             | 0               |                    | -                  | -                  |             | -           | -           | 15     | 0      |        |
| set.-ott. 2020      | Stoke City        | FLC               | 0          | 0          | FACup+CdL       | 0+0             | 0               |                    | -                  | -                  |             | -           | -           | 0      | 0      |        |
| Totale Stoke City   | Totale Stoke City | Totale Stoke City | 46         | 1          |                 | 5               | 0               |                    | -                  | -                  |             | -           | -           | 51     | 1      |        |
| ott. 2020-gen. 2021 | Fleetwood Town    | FL1               | 11         | 0          | FACup+CdL       | 1+0             | 0               |                    | -                  | -                  | EFLT        | 0           | 0           | 12     | 0      |        |
| gen. 2021-giu. 2022 | N.Y. Red Bulls    | MLS               | 27+1       | 0          |                 | -               | -               |                    | -                  | -                  | -           | -           | -           | 28     | 0      |        |
| 2022                | N.Y. Red Bulls    | MLS               | 20         | 0          | USOC            | 3               | 0               |                    | -                  | -                  |             | -           | -           | 23     | 0      |        |
| 2022-2023           | Barnsley          | FL1               | 10         | 0          | FACup           | 3               | 0               |                    | -                  | -                  | EFLT        | 2           | 1           | 15     | 1      |        |
| Totale carriera     | Totale carriera   | Totale carriera   | 115        | 1          |                 | 12              | 0               |                    | -                  | -                  |             | 2           | 1           | 129    | 2      |        |